# أرون وليامز
أرون وليامز (بالإنجليزية: Aaron Williams) (21 أكتوبر 1993 ويست بروميتش المملكة المتحدة - ) هو لاعب كرة قدم بريطاني يلعب كمهاجم.

## روابط خارجية
- أرون وليامز على موقع قاعدة بيانات كرة القدم.إي يو (الإنجليزية)
- أرون وليامز على موقع Soccerbase.com (لاعب) (الإنجليزية)
- أرون وليامز على موقع Soccerway.com (الإنجليزية)